# Utricularia sect. Lecticula
Utricularia sect. Lecticula es una sección del género Utricularia que fue descrito como género Lecticula en 1913 por John Hendley Barnhart. Las dos especies de esta sección son pequeñas plantas carnívoras subacuáticas que se distinguen por una sola bráctea tubular. Ambas especies son nativas de Norteamérica y Sudamérica.